# 1340
1340 (MCCCXL) var ett skottår som började en lördag i den julianska kalendern.

## Händelser

### Juni
- 21 juni – Då Danmark i praktiken är upplöst som stat, helt bortpantat till utländska herrar, framförallt tyska furstar och den svensk-norske kungen Magnus Eriksson, och har stått utan kung sedan 1332, väljs den förre kungen Kristofer II:s son Valdemar på landstinget i Viborg till ny kung av Danmark. Under de 35 år han sitter vid makten (till sin död 1375) återupprättar han det danska riket och gör det till Östersjöns stormakt, genom att återföra allt danskt land under den danska kronan och dessutom erövra några fler områden, såsom Gotland.

### November
- 7 november – Västra berget i Närke (Lerbäcks och Nora bergslag) får bergsprivilegium, Sveriges äldsta kända sådana.

### Okänt datum
- Kung Magnus Eriksson ger sin troman Dan Niklisson de tre stora slottslänen i Finland, varvid territoriet hamnar i en och samma hand för första gången.

## Födda
- 24 juni – Johan av Gent, hertig av Lancaster.
- Augusti – Håkan Magnusson, kung av Norge 1343–1380 och av Sverige 1362–1364.
- Albrekt av Mecklenburg, kung av Sverige 1364–1389 (möjligen även född 1338).
- Beatrix av Bayern, gift med Erik Magnusson av Sverige.
- Margareta Drummond, drottning av Skottland 1364–1369 (gift med David II) (född omkring detta år)

## Avlidna
- 31 mars – Ivan I av Moskva, furste av Moskva och storfurste av Vladimir-Suzdal.
- 1 april – Gerhard III av Holstein, greve av Holstein.
- 2 november – Niels Ebbesen, dansk nationalhjälte.
- Budashiri, kejsarinna av Kina och Mongoliet och regent 1332-1339